# Alexander von Summer
Alexander von Summer, též Alexander svobodný pán Summer (1820 Kolomyja – 26. dubna 1882 Opava) byl rakouský a český právník, státní úředník německé národnosti a ve druhé polovině 19. století zemský prezident Slezska. 

## Biografie
Pocházel z úřednické rodiny a vystudoval práva. Poté vstoupil do státních služeb a působil v Haliči, kde získal zásluhy v procesu vyvazování z roboty. Řadu let strávil ve Lvově, kde začínal jako místodržitelský sekretář. Později byl místodržitelským radou a zároveň vedl prezidiální kancelář místodržitele. Do vyšších funkcí postoupil jako zástupce zemského prezidenta v Bukovině, kde působil ve druhé polovině 60. let 19. století.
V letech 1870–1882 byl zemským prezidentem Slezska. Z titulu této funkce byl zároveň předsedou zemské školní rady a zemského finančního ředitelství. Ve Slezsku byl také čestným členem různých komisí a spolků.
Za zásluhy byl nositelem Řádu železné koruny III. třídy (1863) a Řádu železné koruny II. třídy (1876). Na základě řádových stanov byl v roce 1863 povýšen do šlechtického stavu s titulem rytíř a nakonec v roce 1876 získal stav svobodného pána. V roce 1881 byl jmenován c. k. tajným radou s nárokem na oslovení Excelence. Byl jmenován čestným občanem v rodné Kolomyji, během svého působení ve Slezsku získal čestné občanství v Opavě a Krnově. V zahraničí byl nositelem německého Řádu pruské koruny II. třídy.
Zemřel v Opavě 26. dubna 1882 a je pohřben na městském hřbitově. Náhrobní bustu na jeho hrob v Opavě před rokem 1892 vytvořil Anton Brenek.